# Maarten Paes
Maarten Paes (* 14. Mai 1998 in Nijmegen) ist ein indonesischer Fußballtorwart niederländischer Herkunft. Er steht beim FC Dallas unter Vertrag und ist Nationalspieler Indonesiens.

## Karriere

### Verein
Paes begann mit dem Fußballspielen in Malden bei VV Union und wechselte 2012 in die gemeinsam betriebene Nachwuchsakademie der NEC Nijmegen und des FC Oss („Voetbalacademie NEC/FC Oss“). Sein Vater Vincent war Vorsitzender bei NEC. In der Saison 2017/18 lief Paes erstmals für die Reservemannschaft von NEC auf.
Im Sommer 2018 wechselte er zum FC Utrecht und unterschrieb einen Dreijahresvertrag. Am 19. August 2018 lief Paes beim 2:0 im Spiel der Saison 2018/19 gegen PEC Zwolle erstmals in der Eredivisie auf, da zwei Torhüter der ersten Mannschaft verletzt waren. Daneben bestritt er neun Ligaspiele für die zweite Mannschaft des FC Utrecht in der Eerste Divisie.
In der Saison 2019/20 kam er zu 18 von 26 möglichen Ligaspielen für die erste Mannschaft und einem Pokalspiel. Ab Mitte Januar 2020 fiel er bis zum Abbruch der Saison infolge der COVID-19-Pandemie wegen einer Schulterverletzung aus. In der nächsten Saison waren es 8 von 34 Ligaspielen und wiederum ein Pokalspiel. Nachdem er ab Mitte Dezember 2021 für einen Monat wegen einer Gehirnerschütterung ausgefallen war, wurde er auch nach seiner Genesung nicht mehr in der ersten Mannschaft eingesetzt. Vielmehr stand er bei neun Spielen bei der zweiten Mannschaft im Tor. In der Saison 2021/22 spielte er wieder bei der ersten Mannschaft und kam bei 17 von 19 möglichen Ligaspielen und zwei Pokalspielen zum Einsatz.
Mitte Januar 2022 wurde er bis Juli 2022 mit anschließender Kaufoption an den in der amerikanischen Major League Soccer spielenden FC Dallas ausgeliehen. Der FC Dallas übte diese Kaufoption im Juni 2022 aus.
In seiner ersten Saison für Dallas stand er bei 34 von 36 möglichen Ligaspielen im Tor. In der nächsten Saison waren es 33 von 37 möglichen Spielen sowie 2 Spiele im Ligapokal.

### Nationalmannschaft
Paes nahm mit der niederländischen U-19-Nationalmannschaft an den Europameisterschaften 2016 in Deutschland und 2017 in Georgien teil, kam bei beiden Turnieren allerdings nicht zum Einsatz. Für die U-19 und die U-20-Auswahl spielte er je zwei Spiele.
Er wurde für ein Testspiel am 16. November 2018 gegen Deutschland erstmals für die niederländische U-21-Nationalmannschaft nominiert, dann aber nicht eingesetzt. Sein erster Einsatz für die U 21-Nationalmannschaft war dann ein Freundschaftsspiel am 24. März 2019 gegen die Vereinigten Staaten (U 23).
Er bestritt dann fünf Qualifikationsspiele zur U 21-Europameisterschaft 2021. In der Endrunde gehörte er zum niederländischen Kader, wurde aber nicht eingesetzt. Zu weiteren Berufungen zu Länderspielen kam es dann nicht mehr.
Am 5. September 2024 gab Paes in einem WM-Qualifikationsspiel gegen Saudi-Arabien sein Debüt für die indonesische Nationalmannschaft.